# Justicia pannieri
Justicia pannieri är en akantusväxtart som beskrevs av Emery Clarence Leonard. Justicia pannieri ingår i släktet Justicia och familjen akantusväxter. Inga underarter finns listade i Catalogue of Life.